# 592750 Seiichifujiwara
592750 Seiichifujiwara este o planetă minoră (asteroid) din Inner Main Belt⁠(d). A fost descoperită pe 7 august 2013 la Piszkéstetői Obszervatórium⁠(d) de Krisztián Sárneczky⁠(d). 
Obiectul prezintă o orbită caracterizată de o semiaxă mare de 1,9478074906037 UAi, o excentricitate de 0,064961436254378, o înclinație de 23,744543177085 ° în raport cu ecliptica.